# Roy Villevoye

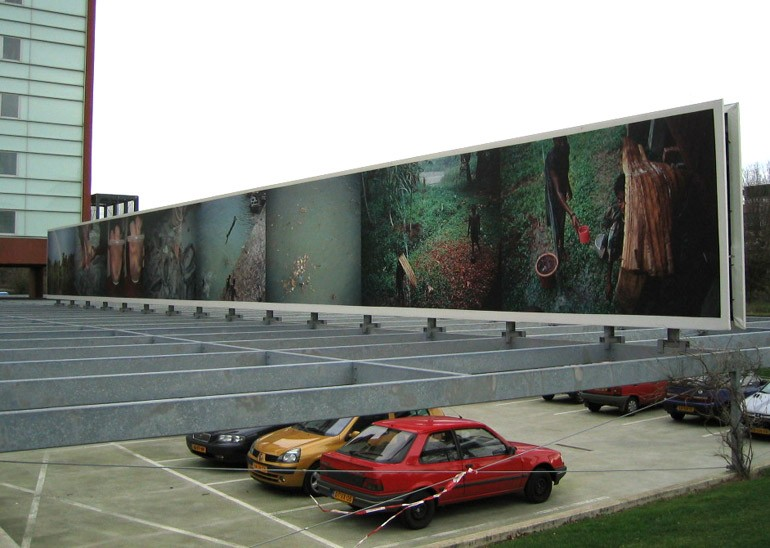
Roy Villevoye, 'Water', 1999. Maastricht-Randwyck.

Roy Villevoye (Maastricht, 1960) is een Nederlands beeldend kunstenaar. Villevoye werkt met (video-)films, installaties, fotografie en sculpturen.

## Biografie
Villevoye volgde van 1979 tot 1984 de Rijksakademie in Amsterdam, waaraan hij later als adviseur is verbonden. Van 1984 tot 1990 werkte hij als assistent van de Amerikaanse minimalistisch-conceptuele kunstenaar Sol LeWitt. Sinds 2012 is Villevoye ook supervisor voor PhDArts - een doctoraatstraject voor beeldend kunstenaars, verbonden aan Universiteit Leiden.
Tot 1990 werkte hij vooral als schilder. Tijdens een eerste reis - in 1992 - naar het Indonesische Papua werd vooral fotografie, en later ook film een belangrijk medium. Villevoye werkt voor filmprojecten ook regelmatig samen met beeldend kunstenaar Jan Dietvorst. Zij maakten verschillende films die zich afspeelden in en rond de Asmat-cultuur en de Eerste Wereldoorlog. Roy Villevoye leeft en werkt in Amsterdam.

## Over het werk

### Solo
Na een succesvolle carrière als schilder, de tweede helft van de jaren '80, begon hij een nieuwe artistieke richting te volgen. Vooral sinds 1992, toen hij regelmatig buiten Europa begon te reizen, meestal naar Papua, het voormalige Nederlands Nieuw-Guinea. Vanaf dat moment inspireerde zijn frequente verblijf bij de Asmat, een inheemse Papoea-cultuur hem tot het creëren van een verscheidenheid aan werken - eerst nog schilderijen, geleidelijk ook foto's en werken in andere media - over kleur, culturele codificatie en identiteit. Zijn werk heeft zich geleidelijk ontwikkeld als een getuigenis van - soms ongemakkelijke - ontmoetingen en dialogen tussen twee asynchrone culturen, voorbij het vereenvoudigde schema van vooruitgang, de primitieve en de mythische en de conventionele beoordeling van waarden en manieren. Het weerspiegelt de onderlinge afhankelijkheid en complexiteit van deze interacties. Dit is ook een motief in een aantal van de films die hij sinds 1998 heeft gemaakt, vaak in samenwerking met Jan Dietvorst.
De sculpturen van Villevoye bestaan vaak uit zeer realistische mensfiguren - enkele zijn afgietsels van vrienden en bekenden, en van hemzelf. Een werk, The Clearing (2010) beeldt bijvoorbeeld de kunstenaar zelf uit, in een houding die gebaseerd is op een foto waarbij Villevoye midden in de oerwouden van de Asmat op de grond ligt. Een ander werk is Madonna (after Omomá and Céline), 2008, een minutieuze 'reproductie' van een bevriende Asmat, die Villevoye's dochter - een baby nog - vasthoudt.

### Met Jan Dietvorst
Sinds 2000 werkt Villevoye regelmatig samen met beeldend kunstenaar Jan Dietvorst (Bergen op Zoom, 1953). Hun films begeven zich op de grens van antropologische documentaires en beeldende kunst. Vaak ontbreekt een voice-over, en is het beeldmateriaal suggestief of niet-lineair. Zij maakten onder meer reeksen films over de Asmat (en daaraan gerelateerd over aspecten van de missie) en over de Eerste Wereldoorlog.

#### Gezamenlijke tentoonstellingen en filmvertoningen (selectie)
- 2017 International Ethnographic Film Festival of Quebec (FIFEQ), Montreal, Canada
- 2017 Evidence, argos, Brussel
- 2016 Amsterdam Art Weekend at IDFA, EYE, Amsterdam
- 2016 SONSBEEK '16, transHISTORY, Museum Arnhem, Arnhem
- 2012 It's a poor sort of memory that only works backwards, SMAK, Gent
- 2011 Harvard University, MA, US
- 2010 Argos, Brussel[4]
- 2009 Holland Doc 24
- 2008 Netherlands Media Art Institute, Amsterdam
- 2007 Impakt Festival, Utrecht
- 2001 Kriterion, Amsterdam

#### Gezamenlijke videowerken
- 2016 The New Dress
- 2015 The Double (Team Work Award, 30th Stuttgarter Filmwinter - Festival for Expanded Media - Wand 5, Stuttgart, D / Nominatie Tiger Shorts Award, 45e International Film Festival Rotterdam)
- 2014 “Geef me zeep. Geef me een handdoek.”
- 2012 After the Battle
- 2011 War is Over
- 2009 Pressure
- 2009 The Scrap-Iron Age
- 2008 Phantom
- 2008 And the Trumpet Shall Sound
- 2007 Owner of the Voyage
- 2006 Winter Prayers (Golden Impakt Award 2007, Impakt Festival, Utrecht)
- 2004 The New Forest
- 2003 Jac & Jeri
- 2002 Pupís
- 2002 The Bishop & The Doctor
- 2001 us/them

## Tentoonstellingen
Een selectie van opvallende tentoonstellingen:
- 1987 Recent werk, Bonnefantenmuseum, Maastricht, solotentoonstelling
- 1990 Spatie, Schilderijen / Paintings 1988-1990, Museum Boijmans Van Beuningen, Rotterdam, solotentoonstelling
- 2001 Hunting and Gathering, Galerie Fons Welters, Amsterdam, solotentoonstelling
- 2004 Propeller, De Hallen, Haarlem, solotentoonstelling
- 2007 Black Box, Argos, Brussel, solotentoonstelling
- 2009 Questioning History, Fotomuseum Rotterdam
- 2010 Stedelijk Museum, Amsterdam
- 2011 De Nederlandse identiteit? De Kracht van Heden, Museum de Paviljoens, Almere, NL
- 2011 Soms onsnapt er kunst, Centraal Museum, Utrecht, NL
- 2013 Space of Exception, Artplay, Center for Art and Design, Moskou, Rusland
- 2013 Viennale, Wenen, Oostenrijk
- 2014 Meer macht, Museum De Fundatie, Zwolle
- 2014 Costume Bureau, Framer Framed, Amsterdam
- 2015 Schaamte, Museum Ghislain, Gent
- 2015 Ways of Imagination, Witteveen Visual Arts Centre, Amsterdam
- 2015 Beursschouwburg, Brussels
- 2016 Reiskoorts / Wanderlust - Dutch Artists’ Urge to Travel since 1850, De Hallen, Haarlem
- 2016 Amongst Treasures, De Nederlandsche Bank, Amsterdam
- 2017 Power and other Trouble: Indonesians and Others, Europalia, Bozar, Brussels
- 2019 Vrijheid / Freedom - Fifthy Key Dutch Artworks Since 1968, Museum de Fundatie, Zwolle, NL

## Prijzen en nominaties
(Selectie)
- 1984 Willem F.C. Uriot-prijs, Stichting Kunstprijs / Rijksakademie van beeldende kunsten, Amsterdam
- 1985 Shortlist Prix de Rome
- 1988 Charlotte Köhler Prijs voor beeldende kunst
- 1997 Edmond Hustinxprijs, Stichting Edmond Hustinx, Maastricht
- 2002 Sandbergprijs, Stichting Amsterdams Fonds voor de Kunst, Amsterdam
- 2002 David Röell Prijs / Prins Bernhard Cultuurfonds Prijs voor Beeldende Kunst, (Oeuvre Award), Prins Bernhard Cultuurfonds, Amsterdam
- 2006 Juicy Meadows Beamsystems Award 2006, Impakt Festival 2006, Utrecht
- 2006 Tiger Award for Short Films, 35 th International Film Festival Rotterdam
- 2013 Nominatie Hollandse Nieuwe Prijs / Avro’s Kunstuur, Museum De Lakenhal, Leiden
- 2014 Nominatie Dutch Doc Award 2014, Tropenmuseum, Amsterdam
- 2015 Nominatie Tiger Shorts Award, 44 th International Film Festival Rotterdam
- 2016 European Competition, Go Short – 8th International Short Film Festival Nijmegen

- Digitale Bibliotheek voor de Nederlandse Letteren: vill028
- Gemeinsame Normdatei: 119405210
- International Standard Name Identifier: 0000 0000 3736 4896
- Library of Congress Control Number: n2004105755
- Nederlandse Thesaurus van Auteursnamen: 078387256
- PIC: 316462
- RKD-Nederlands Instituut voor Kunstgeschiedenis: 81075
- Système universitaire de documentation: 080741347
- Union List of Artist Names: 500396107
- Virtual International Authority File: 9244990
- WorldCat: E39PBJm4Ww8Xb9F3KggGvg3CwC